# Anthony Goldwire
Anthony Goldwire (1971.) je bivši američki košarkaš. Igrao je na mjestu beka. Visine je 188 cm. Igrao je u Euroligi sezone 1998./99. za talijanski Kinder iz Bologne. 
Igrao je američku sveučilišnu košarku za koledž Pensacola State i za momčad sveučilišta u Houstonu Houston Cougars. Na Draftu 1994. Phoenix Sunsi izabrali su ga u 2. krugu kao 52. izbor ukupno. Igrao je u NBA, CBA, ABA i u Europi.